# Цуркан, Никита Сергеевич
Никита Сергеевич Цуркан (рум. Nichita Țurcan, 7 марта 1990, Бельцы, Молдавская ССР, СССР) — молдавский политик, муниципальный советник Муниципального совета Кишинёва с 2015 года, депутат парламента Республики Молдова с 25 февраля 2020 по 23 июля 2021 года.
Доверенное лицо президента Республики Молдова Игоря Додона по молодёжной политике, член Республиканского совета Партии социалистов Республики Молдова и один из лидеров молодёжного крыла партии, возглавляет Официальную лигу «КВН Молдова» Международного союза КВН.

## Биография
Окончил Технический университет Молдовы. Является кандидатом технических наук. Получил степень магистра в Международном Независимом Университете Молдовы по специальности Дипломатия и безопасность.
Один из руководителей молодёжного крыла Партия социалистов Республики Молдова — Молодая Гвардия.
Автор проекта о внедрении в Кишинёве единого электронного билета для проезда в общественном транспорте.
Сторонник присоединения Молдовы к ЕврАзЭС.
Основной автор закона который предусматривает наказание за фашизм, расизм, ксенофобию и отрицание Холокоста.
Один из авторов регламентации движения электросамокатов в Кишиневе. 
На парламентских выборах 2014 года баллотировался по спискам Партии социалистов Республики Молдова.
На местных выборах в муниципальный совет мун. Кишинэу баллотировался по спискам ПСРМ и стал муниципальным советником.
На парламентских выборах 2019 года баллотировался по спискам Партии социалистов Республики Молдова, и получил мандат депутата после того, как скончался депутат Иван Забунов.
На местных выборах в муниципальный совет мун. Кишинэу баллотировался по спискам ПСРМ и переизбрался на второй срок муниципальным советником.

## Семья
Жена — Валерия Цуркан, детей нет.